# Симпсон, Джульен
Джульен Бразински Симпсон (англ. Juliene Brazinski Simpson; род. 20 января 1953) ― американская баскетболистка, принимала участие в летних Олимпийских играх 1976 года.

## Баскетбол
Симпсон родилась в городе Элизабет, Нью-Джерси. Симпсон (тогда ещё Бразински) была отобрана в команду, представлявшую США в 1973 году на Всемирной Универсиаде в Москве, СССР. Это был восьмой подобный турнир, но первый, в котором принимала участие женская баскетбольная сборная США. Сборная США в первом матче встретилась с командой СССР, уступив хозяевам со счетом 92-43. Затем команда США отыгралась, выиграв следующие две игры. После серии предварительных игр, команды перешли в медальный раунд. В нём, американки выиграли свои следующие три игры, включая матч против команды Кубы, который сборная США выиграла со счетом 59-44. Эта победа позволила команде США бороться за золотые медали турнира. Но в игре против СССР победа команде США не досталась: сборная СССР выиграла, завоевав золотые медали, в то время как команда США получила серебряные в их первом подобном соревновании.
В 1975 году Симпсон играла в составе сборной США на Панамериканских играх, состоявшихся в Мехико, Мексика. Команда США заняла второе место в 1967 и 1971 годах, но выиграла все семь матчей в 1975 году, что позволило ей впервые с 1963 года получить золотые медали.
Симпсон получила место в сборной США которая выступала в 1975 году на Чемпионате мира, проходившем в Кали, Колумбия. Команда США проиграла в стартовом матче два очка сборной Японии, счет матча составил 73-71. В следующей игре команда США побеждает сборную Чехословакии, выиграв у неё на одно очко (66-65). Это позволило сборной США пробиться в утешительный турнир, где она выиграла три из четырёх матчей, но проиграла канадкам со счётом 74-68. Сборная США завершила соревнования на восьмом месте.
Симпсон продолжила играть в составе национальной команды и на Олимпийских играх 1976 года, состоявшихся в Монреале, Канада. После поражения в первом матче с командой Японии, сборная США обыграла сборную Болгарии и выиграла матч у команды хозяев, сборной Канады со счетом 84-71. Симпсон в тот день набрала 14 очков, уступив только Нэнси Данкл, которая забила на 17 очков. Затем последовал проигрыш команде СССР. Чтобы обеспечить себе медали, команде США нужна была победа в матче против сборной Чехословакии. Результат Симпсон за эту игру составил десять очков, счет игры вышел в 83-67 в пользу команды США. Её игроки были удостоены серебряных медалей .